# Delfín Albano
Delfín Albano (Bayan ng Delfín Albano) es un municipio filipino de cuarta categoría perteneciente a la provincia de La Isabela en la Región Administrativa de Valle del Cagayán, también denominada Región II.

## Geografía
Tiene una extensión superficial de 189.00 km² y según el censo del 2007, contaba con una población de 24.899 habitantes y 4.825 hogares; 25.422 habitantes el día primero de mayo de 2010

### Barangayes
Delfín Albano se divide administrativamente en 29 barangayes o barrios, 28 de carácter rural y solamente Ragán del Sur, su capital, de carácter urbano.
| - Aga - Andarayan - Aneg - Bayabo - Calinaoan del Sur - Capitol - Carmencita - Concepción - Maui - Quibal - Ragan Almacén - Ragan del Norte - Ragan del Sur (Población) - Rizal - San Andrés | - San Antonio - San Isidro - San Jose - San Juan - San Macario - San Nicolas (Fusi) - San Patricio - San Roque - Santo Rosario - Santor - Villa Luz - Villa Pereda - Visitación - Caloocan |

## Historia
El año 1957 se crea el municipio de Magsaysay, segregado de Tumauini, concretamente los barrios situados en la margen izquierda del Río Grande de Cagayán. Su nombre conmemora a Ramón Magsaysay y del Fierro, tercer presidente de la Tercera República de Filipinas desde el 30 de diciembre de 1953 hasta su muerte en 1957.